# Chaley
Pour les articles homonymes, voir Joseph Chaley.
Chaley est une commune française, située dans le département de l'Ain en région Auvergne-Rhône-Alpes. Elle se situe dans la montée entre Tenay et Hauteville-Lompnes sur les bords de l'Albarine.
Ce village est traversé par une rivière de première catégorie, qui attire chaque année dans son camping  nombre de pêcheurs de truites.
Il est possible aussi de pratiquer le canyoning et de prévoir des balades, notamment jusqu'à la cascade de la Charabotte.

## Géographie

### Climat
Pour des articles plus généraux, voir Climat d'Auvergne-Rhône-Alpes et Climat de l'Ain.
En 2010, le climat de la commune est de type climat de montagne, selon une étude du CNRS s'appuyant sur une série de données couvrant la période 1971-2000. En 2020, Météo-France publie une typologie des climats de la France métropolitaine dans laquelle la commune est exposée à un climat de montagne ou de marges de montagne et est dans une zone de transition entre les régions climatiques « Jura » et « Alpes du nord ».
Pour la période 1971-2000, la température annuelle moyenne est de 10 °C, avec une amplitude thermique annuelle de 17,5 °C. Le cumul annuel moyen de précipitations est de 1 516 mm, avec 11,8 jours de précipitations en janvier et 8,1 jours en juillet. Pour la période 1991-2020, la température moyenne annuelle observée sur la station météorologique de Météo-France la plus proche, sur la commune de Saint-Rambert-en-Bugey à 7 km à vol d'oiseau, est de 11,4 °C et le cumul annuel moyen de précipitations est de 1 512,4 mm,. Pour l'avenir, les paramètres climatiques de la commune estimés pour 2050 selon différents scénarios d'émission de gaz à effet de serre sont consultables sur un site dédié publié par Météo-France en novembre 2022.

## Urbanisme

### Typologie
Au 1er janvier 2024, Chaley est catégorisée commune rurale à habitat dispersé, selon la nouvelle grille communale de densité à 7 niveaux définie par l'Insee en 2022.
Elle est située hors unité urbaine et hors attraction des villes,.

### Occupation des sols
L'occupation des sols de la commune, telle qu'elle ressort de la base de données européenne d’occupation biophysique des sols Corine Land Cover (CLC), est marquée par l'importance des forêts et milieux semi-naturels (100 % en 2018), une proportion identique à celle de 1990 (100 %). La répartition détaillée en 2018 est la suivante : 
forêts (100 %).
L'évolution de l’occupation des sols de la commune et de ses infrastructures peut être observée sur les différentes représentations cartographiques du territoire : la carte de Cassini (XVIIIe siècle), la carte d'état-major (1820-1866) et les cartes ou photos aériennes de l'IGN pour la période actuelle (1950 à aujourd'hui).

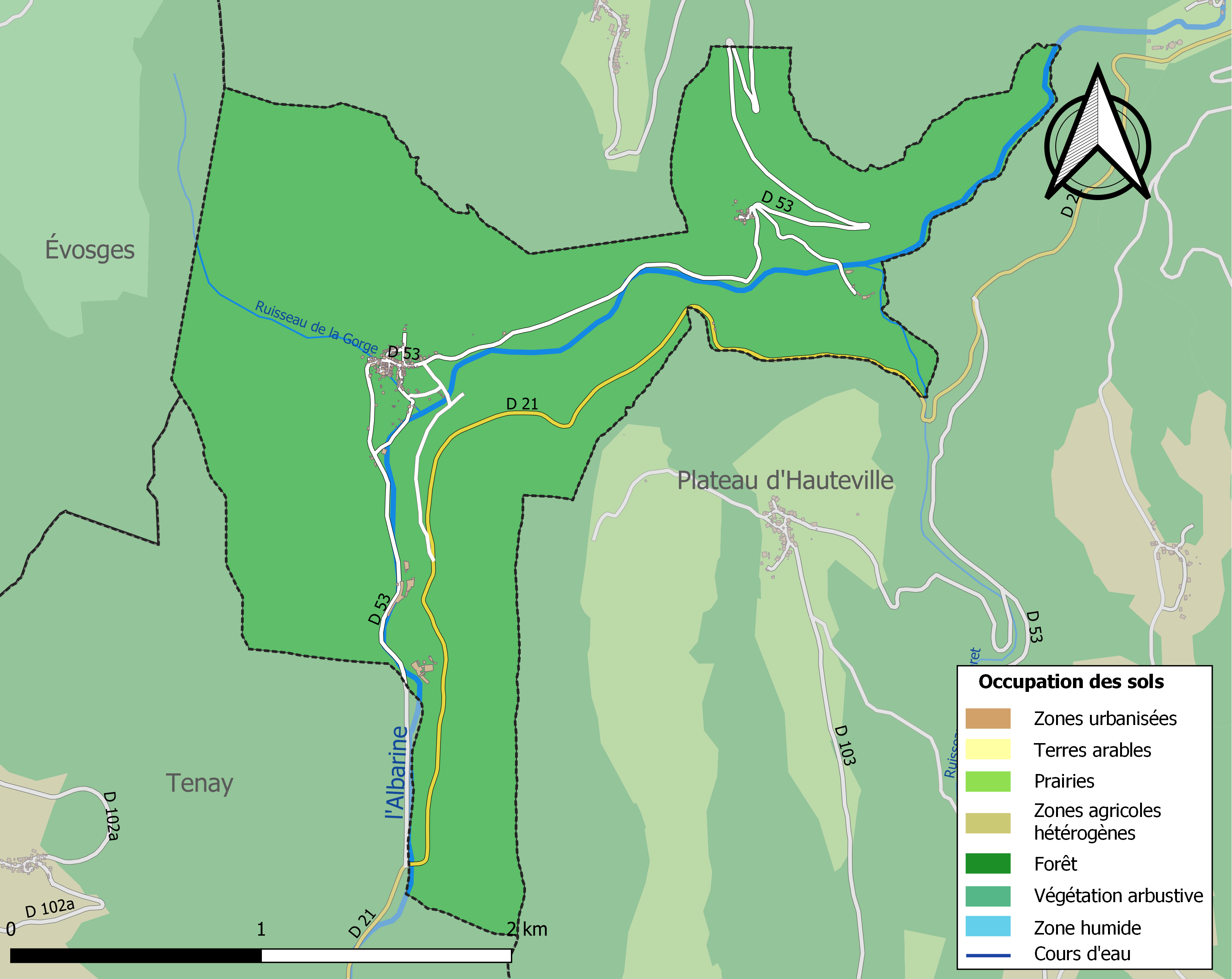
Carte des infrastructures et de l'occupation des sols de la commune en 2018 (CLC).

## Toponyme
Dans les documents médiévaux, Chaley est mentionnée sous les formes suivantes Chaley (1251), Challey (1495), Chalay (1734) et Challay (1790).
Tout comme le toponyme de Challex que l'on trouve dans le département, le nom de Chaley provient très probablement d'un « nom de domaine d'origine gallo-romaine *Cal[l]iacum, dérivés avec le suffixe -acum du gentilice Calius ».

## Histoire
Chaley est un petit village de l'Ain situé sur un relief montagneux.
La route montant de Tenay à Chaley serpente entre les montages et longe l'Albarine, rivière qui roule en ses eaux vertes la truite tachetées. [réf. nécessaire]
À la place de la petite usine électrique alimentée par le barrage du « tram » se trouvait autrefois un moulin où les paysans des alentours descendaient leur blé pour le faire moudre. Il s'y trouve également une très grosse pierre lisse qui semble être le vestige d'un moulin à huile.[réf. nécessaire] Un peu plus haut que ce moulin, se dresse un petit bâtiment ou se travaillait aussi la soie.
Vers 1880, il y avait encore une foire aux bestiaux à Chaley. Un pré s'appelle Pré-Chenevier : il y a très longtemps[Quand ?] on y cultivait le chanvre puis on le lavait dans les eaux de l'Albarine avant d'être préparé dans une sorte de petite cité et descendu à Saint Rambert en Bugey pour y être travaillé.
Le 4 mai 1883, le territoire correspondant au hameau de Charabotte qui appartenait à Longecombe est intégrée à la commune.
La Charabotte était une petite usine de soie et de fabrication de baguette pour la soie livrées à la Schappe de Tenay. Au lieu-dit les Essaillants — où se trouve actuellement une usine électrique — se travaillait aussi la soie. Autrefois[Quand ?], Malix et Chaley furent en procès pour ces Essaillants qui étaient alors une grande portion plantée d'arbres : les Saillans. La commune de Chaley relevant de la juridiction de Lacoux, orthographié alors Lacouz, un bail du 6 septembre 1762, promulgua que le bois des Saillans était bien situé sur le territoire du seigneur de Lacoux, donc appartenait à Chaley. L'usine sur le lieu-dit les Essaillants, spécialisée dans le peignage de déchets de soie, qu'un incendie avait détruite le 2 septembre 1888, était gérée dans la seconde moitié du XIXe siècle et jusqu'en 1918 par la famille Lizier-Buffet. Elle employait une centaine d'ouvriers.

## Politique et administration

### Découpage territorial
La commune de Chaley est membre de la communauté de communes de la Plaine de l'Ain, un établissement public de coopération intercommunale (EPCI) à fiscalité propre créé le 15 décembre 2002 dont le siège est à Chazey-sur-Ain. Ce dernier est par ailleurs membre d'autres groupements intercommunaux.
Sur le plan administratif, elle est rattachée à l'arrondissement de Belley, au département de l'Ain et à la région Auvergne-Rhône-Alpes. Sur le plan électoral, elle dépend du canton de Plateau d'Hauteville pour l'élection des conseillers départementaux, depuis le redécoupage cantonal de 2014 entré en vigueur en 2015, et de la cinquième circonscription de l'Ain pour les élections législatives, depuis le dernier découpage électoral de 2010.

### Administration municipale

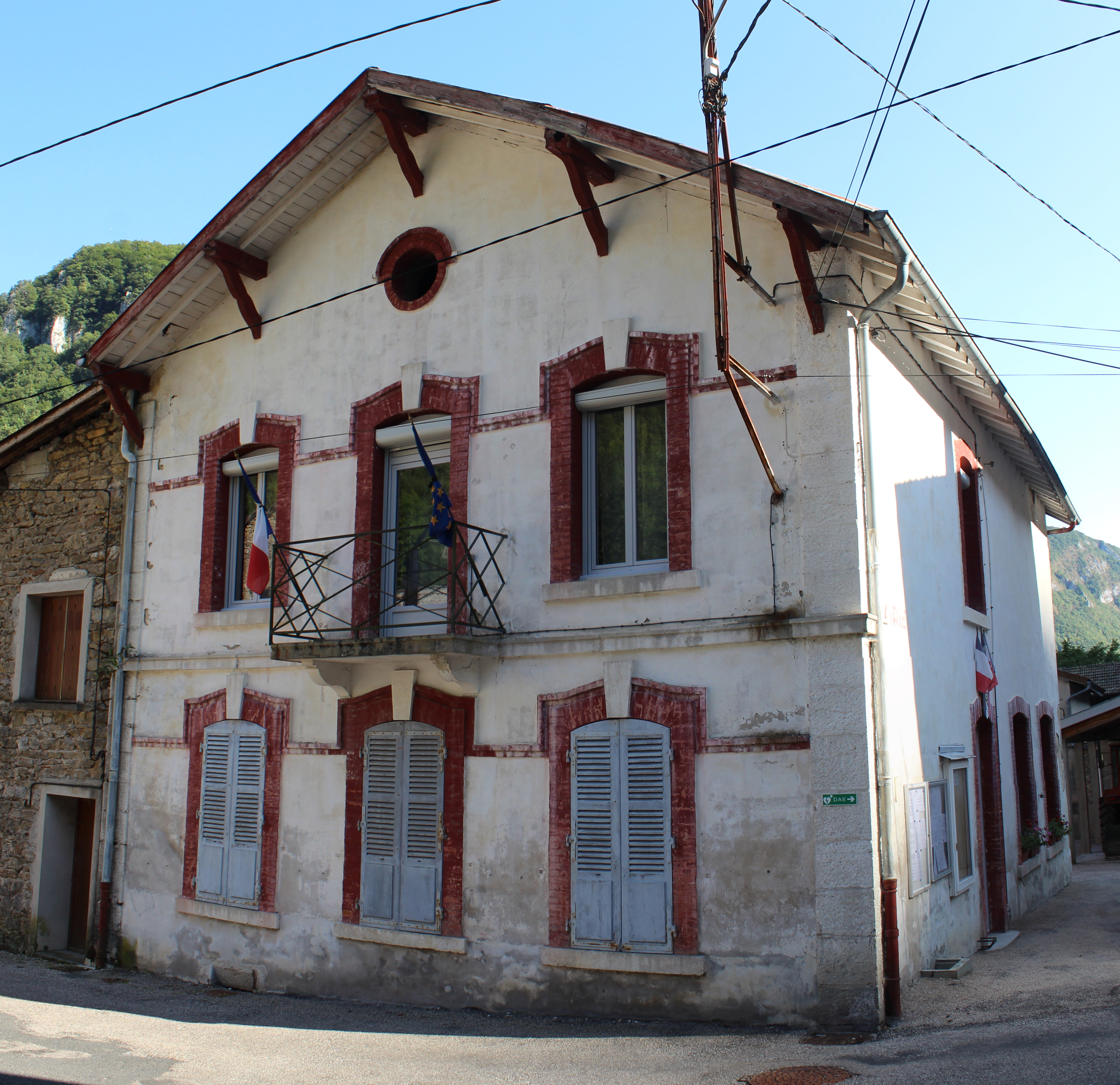
Mairie.

| Période  | Période  | Identité                 | Étiquette | Qualité               |
| -------- | -------- | ------------------------ | --------- | --------------------- |
| 1795     | 1795     | François Sibuet          |           |                       |
| 1797     | 1803     | Jean-Louis Dupont        |           |                       |
| 1804     | 1812     | Jean-Baptiste Dupont     |           |                       |
| 1813     | 1816     | Jean-Louis Folliet       |           |                       |
| 1816     | 1816     | François Pingeon         |           |                       |
| 1817     | 1821     | Jean-François Duprat     |           |                       |
| 1822     | 1829     | Jean-Louis Folliet       |           |                       |
| 1830     | 1836     | Jean-Baptiste Dufour     |           |                       |
| 1837     | 1842     | Jean-Pierre Dufour       |           |                       |
| 1843     | 1847     | Louis Pingue             |           |                       |
| 1849     | 1866     | Jean-Marie Sibuet Catin  |           |                       |
| 1867     | 1871     | Jean-Claude Dufour       |           |                       |
| 1871     | 1876     | Jean-Marie Sibuet Catin  |           |                       |
| 1876     | 1880     | Jean-Claude Dufour       |           |                       |
| 1880     | 1884     | Jean-Marie Lizier-Buffet |           |                       |
| 1884     | 1888     | Jean-Baptiste Dupont     |           |                       |
| 1888     | 1892     | Ferdinand Sibuet         |           |                       |
| 1892     | 1896     | Jean-Marie Lizier-Buffet |           |                       |
| 1896     | 1900     | Constant Dupont          |           |                       |
| 1900     | 1905     | Jean Dufour              |           |                       |
| 1908     | 1937     | Louis Sibuet             |           |                       |
| 1947     | 1953     | Louis Buchaud            |           |                       |
| 1953     | 1977     | Charles Pingeon          |           |                       |
| 1977     | 2008     | Georges Dupont           |           |                       |
| 2008     | mai 2020 | Jean-Paul Persico        |           | cadre (secteur privé) |
| mai 2020 | En cours | Ludovic Puigmal          |           | commerçant            |

## Démographie
L'évolution du nombre d'habitants est connue à travers les recensements de la population effectués dans la commune depuis 1793. Pour les communes de moins de 10 000 habitants, une enquête de recensement portant sur toute la population est réalisée tous les cinq ans, les populations de référence des années intermédiaires étant quant à elles estimées par interpolation ou extrapolation. Pour la commune, le premier recensement exhaustif entrant dans le cadre du nouveau dispositif a été réalisé en 2007.
En 2022, la commune comptait 127 habitants, en évolution de −7,3 % par rapport à 2016 (Ain : +5,15 %, France hors Mayotte : +2,11 %).
| 1793 | 1800 | 1806 | 1821 | 1831 | 1836 | 1841 | 1846 | 1851 |
| ---- | ---- | ---- | ---- | ---- | ---- | ---- | ---- | ---- |
| 218  | 230  | 270  | 330  | 281  | 288  | 284  | 283  | 280  |

| 1856 | 1861 | 1866 | 1872 | 1876 | 1881 | 1886 | 1891 | 1896 |
| ---- | ---- | ---- | ---- | ---- | ---- | ---- | ---- | ---- |
| 414  | 334  | 366  | 356  | 417  | 459  | 540  | 678  | 618  |

| 1901 | 1906 | 1911 | 1921 | 1926 | 1931 | 1936 | 1946 | 1954 |
| ---- | ---- | ---- | ---- | ---- | ---- | ---- | ---- | ---- |
| 661  | 721  | 600  | 481  | 571  | 468  | 473  | 358  | 372  |

| 1962 | 1968 | 1975 | 1982 | 1990 | 1999 | 2006 | 2007 | 2012 |
| ---- | ---- | ---- | ---- | ---- | ---- | ---- | ---- | ---- |
| 276  | 278  | 171  | 106  | 107  | 106  | 118  | 120  | 140  |

| 2017 | 2022 | - | - | - | - | - | - | - |
| ---- | ---- | - | - | - | - | - | - | - |
| 130  | 127  | - | - | - | - | - | - | - |

## Culture locale et patrimoine

### Lieux et monuments
- Occupation préhistorique de la grotte de Balme Gontran.
- Site classé de la cascade de Charabotte.
- Église Notre-Dame-de-l'Assomption de Chaley.